# Piacenza (provins)
Piacenza är en provins i regionen Emilia-Romagna i Italien. Piacenza är huvudort i provinsen. Provinsen bildades när Kungariket Sardinien 1859 annekterad området från Kyrkostaten.

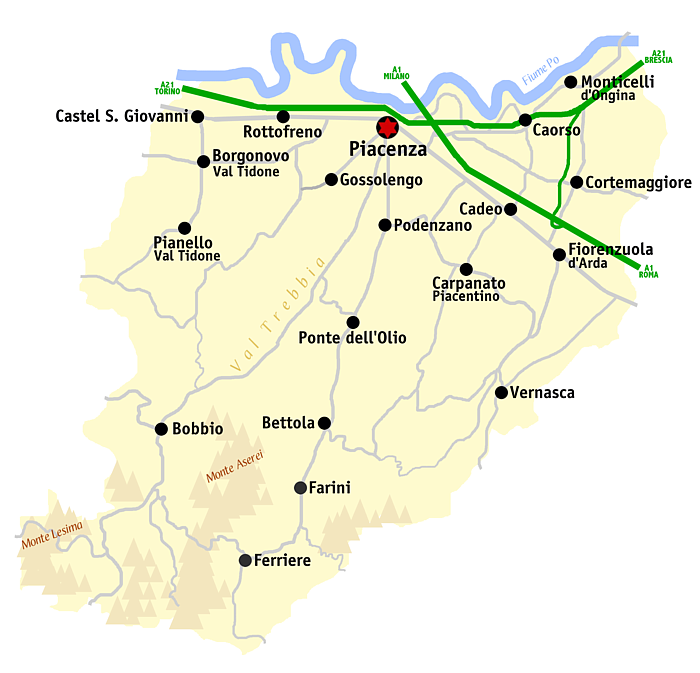
Karta över provinsen

## Administration
Provinsen Piacenza är indelad i 46 comuni (kommuner). Alla kommuner finns i lista över kommuner i provinsen Piacenza.
Den 1 januari 2018 bildades kommunen Alta Val Tidone genom en sammanslagning av de tidigare kommunerna Caminata, Nibbiano och Pecorara.